# Thelonious-Monk-Wettbewerb
Der Thelonious-Monk-Wettbewerb (Thelonious Monk International Jazz Competition) ist ein Jazzwettbewerb des Thelonious Monk Institute, das 1986 durch die Familie von Thelonious Monk und die Philanthropin Maria Fischer in Washington D.C. gegründet wurde. Er gilt als einer der angesehensten Jazz-Nachwuchspreise. Die jährlichen Wettbewerbe sind jeweils unterschiedlichen Instrumenten und außerdem Komponisten gewidmet. In den wechselnden Jurys sitzen einige der bekanntesten Jazzmusiker. Er wurde zuerst 1987 verliehen (in den ersten drei Jahren nur für Klavier entsprechend dem Instrument des Namensgebers).
Für den Wettbewerb werden unter weltweiten Bewerbern 12 Halbfinalisten ausgewählt. Den Siegern winken hohe Preisgelder und ein Plattenvertrag. In den Jahren 2016 und 2017 wurde der Wettbewerb nicht abgehalten.

## Preisträger
Gelistet werden die Preisträger in der Reihenfolge ihrer Wertung (der Sieger zuerst, dann der Zweite usw.)
- 2019: Gitarre: Evgeny Pobozhiy, Max Light, Cecil Alexander
- 2018: Piano: Tom Oren, Isaiah J. Thompson, Maxime Sanchez
- 2015: Vokal: Jazzmeia Horn, Veronica Swift, Vuyolwethu Sotashe
- 2014: Trompete: Marquis Hill, Adam O’Farrill, Billy Buss
- 2013: Saxophon: Melissa Aldana, Tivon Pennicott, Godwin Louis, Lifetime Achievement Award: Wayne Shorter
- 2012: Schlagzeug: Jamison Ross, Justin Brown, Colin Stranahan, Komponist Yusuke Nakamura
- 2011: Klavier Kris Bowers, Joshua White, Emmet Cohen, Komposition: Bobby Avey
- 2010: Vokal Cécile McLorin Salvant, Charenèe Wade, Cyrille Aimée, Komponist Tarek Yamani
- 2009: Bass Ben Williams, Joe Sanders, Matthew Brewer, Komponist Joe Johnson
- 2008: Saxophon  Jon Irabagon, Tim Green, Quamon Fowler, Komponist Sherisse Rogers
- 2007: Trompete Ambrose Akinmusire, Jean Caze, Michael Rodriguez (Trompeter), Komponist Petros Sakelliou
- 2006: Klavier Tigran Hamasyan, Gerald Clayton, Aaron Parks, Komponist Kálmán Oláh
- 2005: Gitarre Lage Lund, Miles Okazaki, David Mooney, Komponist Junko Moriya
- 2004: Vokal Gretchen Parlato, Kellylee Evans, Robin McKelle, Charanee Wade, Komponist Misha Piatigorsky
- 2003: Posaune Andre Hayward, David Gibson, Noah Bless, Karin Harris, Marshall Gilkes, Komponist Ilja Reijngoud
- 2002: Saxophon Seamus Blake, John Ellis, Marcus Strickland, Aaron Fletcher, Komponist Jim Robitaille
- 2000: Afro-Latin Jazz Hand Drum Pedrito Martínez, Samuel Torres, Camilo Ernesto Molina Gaetan, Ramses Araya, Komponist Michael Weiss
- 1999: Klavier Eric Lewis, Orrin Evans, Jacob Sacks, Sam Yahel, Komponist James Carney
- 1998: Vokal Teri Thornton, Jane Monheit, Roberta Gambarini, Everett Greene, Komponist Emanuel Rueffler
- 1997: Trompete Darren Barrett, Diego Urcola, Avishai Cohen, Matt Shulman, Komponist Jack Perla
- 1996:  Saxophon Jon Gordon, Jimmy Greene, John Wojciechowski, Komponist Michiel Borstlap
- 1995: Gitarre Jesse van Ruller, Paul Pieper, Sheryl Bailey, Bass Darryl Hall, Thomas Baldwin, Martin Wind, Komponist Anthony Wilson
- 1994: Vokal Sara Lazarus, Lisa Henry, Carolyn Leonhart, Komponist Steven Grover
- 1993: Klavier Jacky Terrasson, Peter Martin, Edward Simon, Komponist Pat Zimmerli
- 1992: Schlagzeug Harold Summey, Jorge Rossy, Tony Jefferson
- 1991: Saxophon Joshua Redman, Eric Alexander, Chris Potter
- 1990: Trompete Ryan Kisor, Tom Williams, Greg Gisbert
- 1989: Klavier Bill Cunliffe, Michael Weiss, Edward Hobizal
- 1988: Klavier Ted Rosenthal, Harry Appelman, Matt Cooper
- 1987: Klavier Marcus Roberts, Rob van Bavel, John Colianni, Joey DeFrancesco